# Філон з Мегари
Філон з Мегари (Філон Діалектик, дав.-гр. Φίλων; кінець IV — початок III ст. до н. е.) — Давньогрецький філософ мегарської школи, послідовник Діодора Крона.
Відомі нам диспути Філона з його вчителем Діодором стосуються модальності висловлювань і критеріїв істинності імплікацій. У ставленні до можливого Філон близький до Арістотеля, стверджуючи можливість не тільки того, що є в сьогоденні або може бути в майбутньому (точка зору Діодора), але також, згідно Філону, можливим є все те, що потенційно властиво речі, наприклад: згоріти для соломинки. 
Як Філон, так і Діодор шукали критерії істинності для висловлювань (пропозицій) відповідно до власного розумінням можливості. Філон розглядав як справжні всі бінарні логічні зв'язки, крім випадків, коли з істинної посилки веде помилкове слідство; в той час, як Діодор допускав тільки ті висловлювання, в яких умова не призводить до помилкового висновку. 
Положення, висловлені Філоном, донині використовуються в класичній логіці висловлювань. Століття по тому, логіка висловлювань Філона отримала подальший розвиток у філософа-стоїка Хрісіппа.